# Diplotaxis carbonata
Diplotaxis carbonata är en skalbaggsart som beskrevs av Leconte 1856. Diplotaxis carbonata ingår i släktet Diplotaxis och familjen Melolonthidae. Inga underarter finns listade i Catalogue of Life.